# Олено-Косогоровка
Олено-Косогоровка (укр. Олено-Косогорівка) — село в Соколовской сельской общине Кропивницкого района Кировоградской области Украины.
Население по переписи 2001 года составляло 372 человека. Почтовый индекс — 27634. Телефонный код — 522. Код КОАТУУ — 3522585003.